# برج آپولو
برج آپولو (به لاتین: Apollo Tower) یک آسمان‌خراش در یونان است که در آتن واقع شده‌است.